# Olga Nazarova
Olga Vladimirovna Nazarova  (Tula, 1 de junho de 1965) é uma ex-atleta soviética, bicampeã olímpica do revezamento 4X400 m competindo pela União Soviética e pela Equipe Unificada da Comunidade dos Estados Independentes (CEI).
Surgiu no atletismo internacional de alto nível ganhando a prata no Campeonato Mundial de Atletismo de 1987, em Roma, integrando a equipe soviética do 4X400 m. Em Seul 1988, ela disputou os 400 m, onde ganhou a medalha de bronze. No último dia das provas de atletismo de pista, conquistou o ouro integrando o revezamento soviético junto com Olga Bryzgina, Tatyana Ledovskaya e Mariya Pinigina, que estabeleceu novo recorde olímpico e mundial para a prova (3m15s17s), marca que permanece imbatível até 2012.
Depois de nova medalha de ouro no 4X400 m no Campeonato Mundial de Atletismo de 1991, em Tóquio, Nazarova voltou a compor o revezamento em Barcelona 1992. Desta vez, porém, com os acontecimentos políticos que esfacelaram a URSS e o surgimento das novas repúblicas independentes, ela e Olga Bryzgina integraram a Equipe Unificada da Comunidade dos Estados Independentes (CEI), bandeira pela qual os atletas da ex-URSS competiram nestes Jogos. Nazarova e Bryzgina foram mais uma vez campeãs olímpicas no revezamento, ao lado de Yelena Ruzina e Lyudmila Dzhigalova.
Nazarova foi a campeã soviética dos 400 m em 1987-88 e 1992 e sua melhor marca pessoal é de 49s1.